# Министерство мясной и молочной промышленности Татарской АССР
Министерство мясной и молочной промышленности Татарской АССР — орган государственной власти Татарской АССР.
Подчинялось Совету Министров ТАССР (до 1946 года — СНК ТАССР) и одноимённому министерству (до 1946 года — народному комиссариату) РСФСР.

## История
Образован Указом Президиума Верховного Совета Татарской АССР от 10 сентября 1939 года как Народный комиссариат мясной и молочной промышленности Татарской АССР. В 1946 году преобразовано в одноимённое министерство. Упразднено в 1950 году с передачей функций одноимённому министерству РСФСР.

### Официальные названия
- Народный комиссариат мясной и молочной промышленности Татарской АССР (1939—1946)
- Министерство мясной и молочной промышленности Татарской АССР (1946—1950)

## Министры[2][3]
- Абдульманов, Зия Замалетдинович (1939—1940, годы жизни: 1906—1950)
- Черзор, Прокопий Петрович (1940—1946, 1899-1976)
- Абдульманов, Зия Замалетдинович (1946—1949, 1906-1950)